# سلیمان‌آباد (قزوین)
سلیمان‌آباد، که مردم محلی به آن «غوره در» هم می‌گویند در (شمال استان قزوین)، روستایی از توابع بخش رودبارالموت شهرستان قزوین در استان قزوین ایران است. سلیمان‌آباد (غوره در) توسط سلیمان احمدی آباد شده است و پس از آن جمیعتی از مردمی که به زبان مراغی از شاخهٔ زبان تاتی سخن می‌گویند در آنجا زندگی می‌کنند، در امتداد رودخانه الموت رود یا همان شاهرود و در حد فاصل روستای باغدشت و شیرکوه قراردارد. مردم این روستا به مراغی که از گویش‌های زبان تاتی است، صحبت می‌کنند.

## جمعیت
این روستا در دهستان الموت بالا قرار دارد و براساس سرشماری مرکز آمار ایران در سال ۱۳۸۵، جمعیت آن ۱۰۰ نفر (۲۰خانوار) بوده است.